# Тригос, Сантьяго
Сантья́го Три́гос На́ва (исп. Santiago Trigos Nava; род. 22 января 2002, Мехико) — мексиканский футболист, опорный полузащитник клуба УНАМ Пумас.

## Клубная карьера
Тригос — воспитанник клуба УНАМ Пумас. 21 февраля 2022 года в матче против «Атласа» он дебютировал в мексиканской Примере. 26 февраля 2025 года в поединке против «Тихуаны» Сантьяго забил свой первый гол за УНАМ Пумас.